# Campionato mondiale maschile under 17 di calcio 2011
Il Campionato mondiale di calcio Under-17 2011 è stato la quattordicesima edizione del torneo internazionale di calcio giovanile. Il torneo si è svolto in Messico dal 18 giugno al 10 luglio 2011.
Solo i giocatori nati dopo il 1º gennaio 1994 possono partecipare al torneo.

## Città e stadi
| Città             | Stadio                | Posti   |
| ----------------- | --------------------- | ------- |
| Città del Messico | Stadio Azteca         | 105.064 |
| Guadalajara       | Stadio Omnilife       | 49.850  |
| Querétaro         | Estadio Corregidora   | 45.000  |
| Monterrey         | Estadio Universitario | 43.257  |
| Morelia           | Estadio Morelos       | 41.056  |
| Pachuca           | Estadio Hidalgo       | 30.000  |
| Torreón           | Estadio Corona        | 30.000  |

## Squadre partecipanti
| Confederazione                                        | Torneo di Qualificazione                   | Qualificate                                                  |
| ----------------------------------------------------- | ------------------------------------------ | ------------------------------------------------------------ |
| AFC (Asia)                                            | Campionato asiatico Under-16 2010          | Corea del Nord Uzbekistan Australia Giappone                 |
| CAF (Africa)                                          | Campionato africano Under-17 2011          | Burkina Faso Ruanda Rep. del Congo Costa d'Avorio            |
| CONCACAF (America Centrale, Settentrionale e Caraibi) | Campionato CONCACAF Under-17 2011          | Panama Stati Uniti Canada Giamaica                           |
| CONMEBOL (Sud America)                                | Campionato sudamericano Under-17 2011      | Brasile Argentina Uruguay Ecuador                            |
| OFC (Oceania)                                         | Campionato oceaniano Under-17 2011         | Nuova Zelanda                                                |
| UEFA (Europa)                                         | Campionato europeo di calcio Under-17 2011 | Danimarca Inghilterra Francia Paesi Bassi Germania Rep. Ceca |
| Nazione ospitante                                     | Nazione ospitante                          | Messico                                                      |

## Fase a gironi

### Gruppo A
| squadra        | P.ti | G | V | N | P | GF | GS | DR |
| -------------- | ---- | - | - | - | - | -- | -- | -- |
| Messico        | 9    | 3 | 3 | 0 | 0 | 8  | 4  | +4 |
| Rep. del Congo | 4    | 3 | 1 | 1 | 1 | 3  | 3  | 0  |
| Corea del Nord | 2    | 3 | 0 | 2 | 1 | 3  | 5  | –2 |
| Paesi Bassi    | 1    | 3 | 0 | 1 | 2 | 3  | 5  | –2 |

| Arbitro: | Perea |

|             |           |  |
| Kounkou 53’ | Marcatori |  |

| Arbitro: | Studer |

|                                         |           |       |
| Fierro 37’ Jong 68’ (aut.) Casillas 86’ | Marcatori | 3’ Jo |

| Arbitro: | Alioum |

|          |           |                 |
| Kang 48’ | Marcatori | 75’ Gravenberch |

| Arbitro: | Chapron |

|                           |           |           |
| Espericueta 40’ Gomez 85’ | Marcatori | 73’ Epako |

| Arbitro: | Královec |

|        |           |              |
| Ju 14’ | Marcatori | 75’ Nkounkou |

| Arbitro: | Carrillo |

|                                        |           |                        |
| Casillas 29’ Fierro 43’ González 90+4’ | Marcatori | 47’ Depay 63’ Ebecilio |

### Gruppo B
| squadra   | P.ti | G | V | N | P | GF | GS | DR |
| --------- | ---- | - | - | - | - | -- | -- | -- |
| Giappone  | 7    | 3 | 2 | 1 | 0 | 5  | 2  | +3 |
| Francia   | 5    | 3 | 1 | 2 | 0 | 5  | 2  | +3 |
| Argentina | 3    | 3 | 1 | 0 | 2 | 3  | 7  | –4 |
| Giamaica  | 1    | 3 | 0 | 1 | 2 | 2  | 4  | –2 |

| Arbitro: | García |

|                           |           |  |
| Benzia 35’ 45’ Haller 38’ | Marcatori |  |

| Arbitro: | Alioum |

|               |           |  |
| Matsumoto 61’ | Marcatori |  |

| Arbitro: | Carrillo |

|                   |           |             |
| Ishige 49’ (rig.) | Marcatori | 24’ Yaisien |

| Arbitro: | Královec |

|            |           |                    |
| Barnes 89’ | Marcatori | 23’ Silva 63’ Pugh |

| Arbitro: | Alioum |

|                              |           |              |
| Takagi 4’ Ueda 20’ Akino 74’ | Marcatori | 87’ Ferreira |

| Arbitro: | Martins |

|          |           |            |
| Lewis 9’ | Marcatori | 58’ Benzia |

### Gruppo C
| squadra     | P.ti | G | V | N | P | GF | GS | DR |
| ----------- | ---- | - | - | - | - | -- | -- | -- |
| Inghilterra | 7    | 3 | 2 | 1 | 0 | 6  | 2  | +4 |
| Uruguay     | 6    | 3 | 2 | 0 | 1 | 4  | 2  | +2 |
| Canada      | 2    | 3 | 0 | 2 | 1 | 2  | 5  | –3 |
| Ruanda      | 1    | 3 | 0 | 1 | 2 | 0  | 3  | –3 |

| Arbitro: | Hauata |

|  |           |                       |
|  | Marcatori | 68’ Hope 86’ Sterling |

| Arbitro: | Nikolaev |

|                                            |           |  |
| Mascia 52’ Méndez 85’ (rig.) Álvarez 90+3’ | Marcatori |  |

| Arbitro: | Moen |

|            |           |  |
| Pais 90+5’ | Marcatori |  |

| Arbitro: | Ponce |

|                        |           |                        |
| Jalali 50’ Roberts 87’ | Marcatori | 46’ Morgan 77’ Turgott |

| Arbitro: | al-Badwawi |

|  |           |                          |
|  | Marcatori | 45’ Chalobah 58’ Clayton |

| Pachuca 25 giugno 2011, ore 15:00 UTC-5 | Canada  | 0 – 0 referto | Ruanda | Estadio Hidalgo (5.803 spett.)\| Arbitro: \| Chapron \| |
| Arbitro:                                | Chapron |               |        |                                                         |

### Gruppo D
| squadra       | P.ti | G | V | N | P | GF | GS | DR |
| ------------- | ---- | - | - | - | - | -- | -- | -- |
| Uzbekistan    | 6    | 3 | 2 | 0 | 1 | 5  | 6  | –1 |
| Stati Uniti   | 4    | 3 | 1 | 1 | 1 | 4  | 2  | +2 |
| Nuova Zelanda | 4    | 3 | 1 | 1 | 1 | 4  | 2  | +2 |
| Rep. Ceca     | 3    | 3 | 1 | 0 | 2 | 2  | 5  | –3 |

- La posizione di Stati Uniti e Nuova Zelanda è stata determinata attraverso un sorteggio.

| Arbitro: | Martins |

|             |           |                                 |
| Xakimov 39’ | Marcatori | 10’ 36’ 53’ Carmichael 87’ Vale |

| Arbitro: | Abal |

|                                   |           |  |
| Guido 5’ Rodriguez 51’ Koroma 89’ | Marcatori |  |

| Arbitro: | Nikolaev |

|            |           |                                    |
| Koroma 47’ | Marcatori | 13’ Davlatov 54’ (rig.) Maxstaliev |

| Arbitro: | García |

|           |           |  |
| Juliš 28’ | Marcatori |  |

| Pachuca 25 giugno 2011, ore 18:00 UTC-5 | Stati Uniti | 0 – 0 referto | Nuova Zelanda | Estadio Hidalgo (8.556 spett.)\| Arbitro: \| Nijhuis \| |
| Arbitro:                                | Nijhuis     |               |               |                                                         |

| Arbitro: | Bogle |

|                  |           |                            |
| Juliš 23’ (rig.) | Marcatori | 44’ Xakimov 73’ Maxstaliev |

### Gruppo E
| squadra      | P.ti | G | V | N | P | GF | GS | DR  |
| ------------ | ---- | - | - | - | - | -- | -- | --- |
| Germania     | 9    | 3 | 3 | 0 | 0 | 11 | 1  | +10 |
| Ecuador      | 6    | 3 | 2 | 0 | 1 | 5  | 7  | –2  |
| Panama       | 3    | 3 | 1 | 0 | 2 | 2  | 4  | –2  |
| Burkina Faso | 0    | 3 | 0 | 0 | 3 | 0  | 6  | –6  |

| Arbitro: | Bonilla |

|                                                            |           |            |
| Yeşil 31’ 69’ Röcker 54’ Ayçiçek 61’ Ducksch 85’ Aydin 90’ | Marcatori | 51’ Gruezo |

| Arbitro: | Nijhuis |

|  |           |             |
|  | Marcatori | 22’ Aguilar |

| Arbitro: | Delgadillo |

|  |           |                                         |
|  | Marcatori | 4’ Günter 26’ (rig.) Ayçiçek 64’ Weiser |

| Arbitro: | Shukralla |

|             |           |                        |
| Aguilar 33’ | Marcatori | 61’ Jaime 82’ Cevallos |

| Arbitro: | Nikolaev |

|  |           |                          |
|  | Marcatori | 74’ Cevallos 76’ Mercado |

| Arbitro: | Hauata |

|  |           |                      |
|  | Marcatori | 10’ Aydin 39’ Weiser |

### Gruppo F
| Squadra        | P.ti | G | V | N | P | GF | GS | DR |
| -------------- | ---- | - | - | - | - | -- | -- | -- |
| Brasile        | 7    | 3 | 2 | 1 | 0 | 7  | 3  | +4 |
| Costa d'Avorio | 4    | 3 | 1 | 1 | 1 | 8  | 7  | +1 |
| Australia      | 4    | 3 | 1 | 1 | 1 | 3  | 3  | 0  |
| Danimarca      | 1    | 3 | 0 | 1 | 2 | 3  | 8  | –5 |

| Arbitro: | al-Badwawi |

|                               |           |  |
| Ademilson 32’ 78’ Wallace 57’ | Marcatori |  |

| Arbitro: | Bogle |

|                             |           |               |
| Makarounas 51’ Tombides 77’ | Marcatori | 18’ Coulibaly |

| Arbitro: | Studer |

|  |           |            |
|  | Marcatori | 76’ Adryan |

| Arbitro: | Bonilla |

|                                  |           |                       |
| Coulibaly 23’ 37’ 41’ (rig.) 69’ | Marcatori | 9’ Zohore 32’ Fischer |

| Arbitro: | Abal |

|               |           |              |
| Remington 89’ | Marcatori | 35’ Sørensen |

| Arbitro: | García |

|                       |           |                                            |
| Coulibaly 11’ 33’ 58’ | Marcatori | 8’ Lucas Piazón 14’ Ademilson 90+3’ Adryan |

### Piazzamento delle terze classificate
| Gruppo | Squadra        | P.ti | G | V | N | P | GF | GS | DR |
| ------ | -------------- | ---- | - | - | - | - | -- | -- | -- |
| D      | Nuova Zelanda  | 4    | 3 | 1 | 1 | 1 | 4  | 2  | +2 |
| F      | Australia      | 4    | 3 | 1 | 1 | 1 | 3  | 3  | 0  |
| E      | Panama         | 3    | 3 | 1 | 0 | 2 | 2  | 4  | –2 |
| B      | Argentina      | 3    | 3 | 1 | 0 | 2 | 3  | 7  | –4 |
| A      | Corea del Nord | 2    | 3 | 0 | 2 | 1 | 3  | 5  | –2 |
| C      | Canada         | 2    | 3 | 0 | 2 | 1 | 2  | 5  | –3 |

## Fase a eliminazione diretta
|  | Ottavi di finale       | Ottavi di finale    |                              |       | Quarti di finale          | Quarti di finale          |                              |                              | Semifinali | Semifinali |  |  | Finale | Finale |
|  |                        |                     |                              |       |                           |                           |                              |                              |            |            |  |  |        |        |
|  | 29 giugno, Morelia     |                     |                              |       |                           |                           |                              |                              |            |            |  |  |        |        |
|  |                        |                     |                              |       |                           |                           |                              |                              |            |            |  |  |        |        |
|  | Rep. del Congo         | 1                   |                              |       |                           |                           |                              |                              |            |            |  |  |        |        |
|  | Rep. del Congo         | 1                   | 3 luglio, Monterrey          |       |                           |                           |                              |                              |            |            |  |  |        |        |
|  | Uruguay                | 2                   |                              |       |                           |                           |                              |                              |            |            |  |  |        |        |
|  | Uruguay                | 2                   | Uruguay                      | 2     |                           |                           |                              |                              |            |            |  |  |        |        |
|  | 29 giugno, Torreón     |                     | Uruguay                      | 2     |                           |                           |                              |                              |            |            |  |  |        |        |
|  |                        | Uzbekistan          | 0                            |       |                           |                           |                              |                              |            |            |  |  |        |        |
|  | Uzbekistan             | Uzbekistan          | 0                            | 4     |                           |                           |                              |                              |            |            |  |  |        |        |
|  | Uzbekistan             |                     | 7 luglio, Guadalajara        | 4     |                           |                           |                              |                              |            |            |  |  |        |        |
|  | Australia              | 0                   |                              |       |                           |                           |                              |                              |            |            |  |  |        |        |
|  | Australia              | 0                   | Uruguay                      | 3     |                           |                           |                              |                              |            |            |  |  |        |        |
|  | 29 giugno, Monterrey   |                     | Uruguay                      | 3     |                           |                           |                              |                              |            |            |  |  |        |        |
|  |                        | Brasile             | 0                            |       |                           |                           |                              |                              |            |            |  |  |        |        |
|  | Giappone               | Brasile             | 0                            | 6     |                           |                           |                              |                              |            |            |  |  |        |        |
|  | Giappone               | 3 luglio, Querétaro |                              | 6     |                           |                           |                              |                              |            |            |  |  |        |        |
|  | Nuova Zelanda          | 0                   |                              |       |                           |                           |                              |                              |            |            |  |  |        |        |
|  | Nuova Zelanda          | 0                   | Giappone                     | 2     |                           |                           |                              |                              |            |            |  |  |        |        |
|  | 29 giugno, Guadalajara |                     | Giappone                     | 2     |                           |                           |                              |                              |            |            |  |  |        |        |
|  |                        | Brasile             | 3                            |       |                           |                           |                              |                              |            |            |  |  |        |        |
|  | Brasile                | Brasile             | 3                            | 2     |                           |                           |                              |                              |            |            |  |  |        |        |
|  | Brasile                |                     | 10 luglio, Città del Messico | 2     |                           |                           |                              |                              |            |            |  |  |        |        |
|  | Ecuador                | 0                   |                              |       |                           |                           |                              |                              |            |            |  |  |        |        |
|  | Ecuador                | 0                   | Uruguay                      | 0     |                           |                           |                              |                              |            |            |  |  |        |        |
|  | 30 giugno, Querétaro   |                     | Uruguay                      | 0     |                           |                           |                              |                              |            |            |  |  |        |        |
|  |                        | Messico             | 2                            |       |                           |                           |                              |                              |            |            |  |  |        |        |
|  | Germania               | Messico             | 2                            | 4     |                           |                           |                              |                              |            |            |  |  |        |        |
|  | Germania               | 4 luglio, Morelia   |                              | 4     |                           |                           |                              |                              |            |            |  |  |        |        |
|  | Stati Uniti            | 0                   |                              |       |                           |                           |                              |                              |            |            |  |  |        |        |
|  | Stati Uniti            | 0                   | Germania                     | 3     |                           |                           |                              |                              |            |            |  |  |        |        |
|  | 30 giugno, Pachuca     |                     | Germania                     | 3     |                           |                           |                              |                              |            |            |  |  |        |        |
|  |                        | Inghilterra         | 2                            |       |                           |                           |                              |                              |            |            |  |  |        |        |
|  | Inghilterra            | Inghilterra         | 2                            | 1 (4) |                           |                           |                              |                              |            |            |  |  |        |        |
|  | Inghilterra            |                     | 7 luglio, Torreón            | 1 (4) |                           |                           |                              |                              |            |            |  |  |        |        |
|  | Argentina              | 1 (2)               |                              |       |                           |                           |                              |                              |            |            |  |  |        |        |
|  | Argentina              | 1 (2)               | Germania                     | 2     |                           |                           |                              |                              |            |            |  |  |        |        |
|  | 30 giugno, Querétaro   |                     | Germania                     | 2     |                           |                           |                              |                              |            |            |  |  |        |        |
|  |                        | Messico             | 3                            |       | Finale per il terzo posto | Finale per il terzo posto |                              |                              |            |            |  |  |        |        |
|  | Francia                | Messico             | 3                            | 3     | Finale per il terzo posto | Finale per il terzo posto |                              |                              |            |            |  |  |        |        |
|  | Francia                | 4 luglio, Pachuca   | 4 luglio, Pachuca            | 3     |                           |                           | 10 luglio, Città del Messico | 10 luglio, Città del Messico |            |            |  |  |        |        |
|  | Costa d'Avorio         | 4 luglio, Pachuca   | 4 luglio, Pachuca            | 2     |                           |                           | 10 luglio, Città del Messico | 10 luglio, Città del Messico |            |            |  |  |        |        |
|  | Costa d'Avorio         | Francia             | 1                            | 2     | Brasile                   | 3                         |                              |                              |            |            |  |  |        |        |
|  | 30 giugno, Pachuca     | Francia             | 1                            |       | Brasile                   | 3                         |                              |                              |            |            |  |  |        |        |
|  |                        | Messico             | 2                            |       | Germania                  | 4                         |                              |                              |            |            |  |  |        |        |
|  | Messico                | Messico             | 2                            | 2     | Germania                  | 4                         |                              |                              |            |            |  |  |        |        |
|  | Messico                |                     |                              | 2     |                           |                           |                              |                              |            |            |  |  |        |        |
|  | Panama                 | 0                   |                              |       |                           |                           |                              |                              |            |            |  |  |        |        |
|  | Panama                 | 0                   |                              |       |                           |                           |                              |                              |            |            |  |  |        |        |

### Ottavi di finale
| Arbitro: | Víctor Carrillo |

|                                                              |           |  |
| Makhstaliev 11’ Khakimov 40’ Chapman 11’ (aut.) Yarbekov 89’ | Marcatori |  |

| Arbitro: | Pavel Královec |

|                       |           |  |
| Ademilson 16’ Léo 87’ | Marcatori |  |

| Arbitro: | Raymon Bogle |

|              |           |                       |
| Binguila 53’ | Marcatori | 65’ Moreira 86’ Silva |

| Arbitro: | Stephen Studer |

|                                                                       |           |  |
| Ishige 20’ 22’ Fumiya Hayakawa 32’ 80’ Colvey 42’ (aut.) Minamino 56’ | Marcatori |  |

| Arbitro: | Omar Ponce |

|                                             |           |  |
| Günter 20’ Weiser 40’ Yeşil 43’ Ducksch 50’ | Marcatori |  |

| Arbitro: | Nawaf Ghayyath Shukralla |

|                                              |                      |                              |
| Sterling 40’                                 | Marcatori            | 12’ Padilla                  |
| Magri Morgan Clayton Forster-Caskey Chalobah | Tiri di rigore 4 – 2 | Ocampos Pugh Iñíguez Allione |

| Arbitro: | Elmer Bonilla |

|                           |           |                               |
| Benzia 37’ 74’ Nangis 65’ | Marcatori | 3’ Coulibaly 25’ Diarrassouba |

| Arbitro: | Svein Oddvar Moen |

|                     |           |  |
| Fierro 2’ Bueno 89’ | Marcatori |  |

### Quarti di finale
| Arbitro: | Neant Alioum |

|                           |           |  |
| Charamoni 29’ Aguirre 64’ | Marcatori |  |

| Arbitro: | García |

|                           |           |                                  |
| Nakajima 77’ Hayakawa 88’ | Marcatori | Léo 16’ Ademilson 48’ Adryan 60’ |

| Arbitro: | Pavel Královec |

|                         |           |                           |
| Yeşil 7’, 53’ Ayhan 24’ | Marcatori | Magri 67’ (pen.) Hope 83’ |

| Arbitro: | Ali Al Badwawi |

|           |           |                          |
| Ikoko 17’ | Marcatori | Escamilla 14’ Fierro 50’ |

### Semifinali
| Arbitro: | Alexey Nikolaev |

|                                                |           |  |
| Alvarez 20’ (rig.) San Martin 72’ Méndez 90+5’ | Marcatori |  |

| Arbitro: | Omar Ponce |

|                   |           |                                    |
| Yeşil 10’ Can 60’ | Marcatori | 3’ 90’ Gomez 76’ Jorge Espericueta |

### Finale terzo-quarto posto
| Arbitro: | García |

|                                      |           |                                        |
| Wellington 22’ Adryan 29’ (pen.) 33’ | Marcatori | 20’ 63’ Aydin 45+1’ Günter 55’ Aycicek |

### Finale
| Arbitro: | Svein Oddvar Moen |

|  |           |                            |
|  | Marcatori | 31’ Briseño 90+2’ Casillas |

## Premi individuali
| Pallone d'oro        | Pallone d'argento    | Pallone di bronzo |
| -------------------- | -------------------- | ----------------- |
| Julio Gómez González | Jonathan Espericueta | Carlos Fierro     |
| Scarpa d'oro         | Scarpa d'argento     | Scarpa di bronzo  |
| Souleymane Coulibaly | Samed Yeşil          | Adryan            |
| 9 goal               | 6 goal               | 5 goal            |
| Guanto d'oro         |                      |                   |
| Jonathan Cubero      |                      |                   |
| FIFA Fair Play Award |                      |                   |
| Giappone             |                      |                   |

## Classifica marcatori
Aggiornata all'11 luglio 2011
9 goal
- Souleymane Coulibaly

6 goal
- Samed Yeşil

5 goal
- Ademilson

- Adryan

- Yassine Benzia

4 goal
- Okan Aydin

- Carlos Fierro

3 goal
- Levent Ayçiçek
- Koray Günter
- Mitchell Weiser
- Fumiya Hayakawa

- Hideki Ishige
- Giovani Casillas
- Julio Gómez González

- Stephen Carmichael
- Timur Khakimov
- Abbosbek Makhstaliev

2 goal
- Léo
- Lukáš Juliš
- José Cevallos Enríquez
- Hallam Hope

- Raheem Sterling
- Marvin Ducksch
- Jorge Espericueta
- Jorman Aguilar

- Elbio Álvarez
- Guillermo Méndez
- Alfred Koroma

1 goal
- Brian Ferreira
- Maximiliano Padilla
- Lucas Pugh
- Jonathan Silva
- Jesse Makarounas
- Luke Remington
- Dylan Tombides
- Lucas Piazón
- Wallace
- Wellington
- Sadi Jalali
- Quillan Roberts
- Hardy Binguila
- Bel-Ange Epako
- Justalain Kounkou
- Christ Nkounkou
- Drissa Diarrassouba
- Viktor Fischer
- Lee Rochester Sørensen
- Kenneth Zohore
- Carlos Gruezo
- Jordan Jaime

- Kevin Mercado
- Nathaniel Chalobah
- Max Clayton
- Sam Magri
- Adam Morgan
- Blair Turgott
- Sébastien Haller
- Jordan Ikoko
- Lenny Nangis
- Abdallah Yaisien
- Kaan Ayhan
- Emre Can
- Cimo Röcker
- Zhelano Barnes
- Andre Lewis
- Hiroki Akino
- Masaya Matsumoto
- Takumi Minamino
- Shōya Nakajima
- Daisuke Takagi
- Naomichi Ueda

- Antonio Briseño
- Marco Bueno
- Kevin Escamilla
- Alfonso González
- Memphis Depay
- Kyle Ebecilio
- Danzell Gravenberch
- Jordan Vale
- Jo Kwang
- Ju Jong-Chol
- Kang Nam-Gwon
- Alejandro Guido
- Esteban Rodriguez
- Rodrigo Aguirre
- Santiago Charamoni
- Juan Mascia
- Maximiliano Moreira
- Leonardo Pais
- Juan San Martín
- Gastón Silva
- Bobir Davlatov
- Davlatbek Yarbekov